# Scharnebeck (település)
Scharnebeck település Németországban, azon belül Alsó-Szászország tartományban. Lakosainak száma 3477 fő (2023. december 31.). Scharnebeck Reinstorf és Rullstorf községekkel határos.

## Népesség
A település népességének változása:
| Lakosok száma | 3590 | 3535 | 3507 | 3461 | 3446 | 3477 |
|               | 2016 | 2017 | 2019 | 2021 | 2022 | 2023 |